# The Little Gypsy
The Little Gypsy è un film muto del 1915 diretto da Oscar C. Apfel. La sceneggiatura si basa su The Little Minister, romanzo di James M. Barrie (pubblicato a Londra nel 1891) e sul suo omonimo lavoro teatrale (andato in scena a New York il 27 settembre 1897).

## Produzione
Il film fu prodotto dalla Fox Film Corporation.

## Distribuzione
Il copyright del film, richiesto da William Fox, fu registrato il 10 ottobre 1915 con il numero LP6639.
Distribuito dalla Fox Film Corporation, il film uscì nelle sale cinematografiche statunitensi nell'ottobre 1915.
Non si conoscono copie ancora esistenti della pellicola che viene considerata presumibilmente perduta.